# Denticulella stygia
Denticulella stygia är en rundmaskart som först beskrevs av Gerlach 1952.  Denticulella stygia ingår i släktet Denticulella och familjen Chromadoridae. Inga underarter finns listade i Catalogue of Life.